# NGC 973
NGC 973 là một thiên hà xoắn ốc khổng lồ  nằm trong chòm sao Tam Giác. Nó nằm ở khoảng cách khoảng 200 triệu năm ánh sáng từ Trái đất, với kích thước rõ ràng của nó. NGC 973 có chiều dài khoảng 230.000 năm ánh sáng. Nó được phát hiện bởi Lewis Swift vào ngày 30 tháng 10 năm 1885.

## Đặc điểm
NGC 973 được nhìn thấy cạnh trên, với độ nghiêng gần 90 °. Nó phình ra như một cái hộp hoặc đậu phộng. Việc trừ các thành phần đối xứng từ cấu hình của thiên hà cho thấy phần phình của nó có hình thái giống như X, biểu thị sự hiện diện của một thanh. Có một làn bụi nổi bật chạy khắp thiên hà.
Động học thiên hà cho thấy rằng phía đông bắc là phía gần và phía tây nam đang rút dần. Đĩa xuất hiện phẳng, không cong vênh. Tổng khối lượng hydro của thiên hà được ước tính là khoảng 9, và tổng khối lượng bụi được ước tính là 14 với phân phối đám lộn xộn. Phát xạ mờ từ khí nằm bên ngoài mặt phẳng của thiên hà được phát hiện trong H-alpha, tương quan với đĩa thiên hà và quầng sáng.
Nhân của NGC 973 dường như hoạt động dựa trên sự phát xạ của nó. Nó được phân loại là thiên hà Seyfert loại 2. Lý thuyết được chấp nhận nhiều nhất cho nguồn năng lượng của các hạt nhân thiên hà hoạt động là sự hiện diện của một đĩa bồi tụ xung quanh một lỗ đen siêu khối lượng.

## Các thiên hà gần đó
NGC 973 là thiên hà lớn nhất trong nhóm thiên hà được gọi là nhóm NGC 973. Nhóm NGC 973 là một trong những nhóm thiên hà lớn nhất của Siêu cụm Perseus-Pisces, với ít nhất 39 thiên hà được xác định là thành viên của nó. Các thành viên khác của nhóm bao gồm NGC 917, NGC 931, NGC 940, NGC 969, NGC 974, NGC 979, NGC 987, NGC 983, NGC 1060, NGC 1066, NGC 1067 và UGC 2105.
NGC 973 tạo thành một cặp với IC 1815, nằm ở phía nam 4,6 phút. Một vệ tinh nhỏ được phát hiện trong hình ảnh HI gần rìa phía đông bắc của đĩa NGC 973, không có bản sao quang.